# Буковље (Зрече)
Буковље (словен. Bukovlje) је насељено место у општини Зрече, Савињска регија, Словенија.

## Историја
До територијалне реорганизације у Словенији било је у саставу старе општине Словенске Коњице.

## Становништво
У попису становништва из 2011. године, Буковље је имало 224 становника.
| Број становника према пописима | Број становника према пописима | Број становника према пописима |
| ------------------------------ | ------------------------------ | ------------------------------ |
| 1991                           | 2002                           | 2011                           |
| 216                            | 213                            | 224                            |

Напомена: До 1998. исказивано под именом Буковље при Страницах. Године 1998. смањен за део насеља који је проглашен за ново самостално насеље Чретвеж.